# كو أريما
كو أريما (باليابانية: 有馬 洪) (مواليد 22 أغسطس 1917)، هو لاعب كرة قدم ياباني سابق كان يلعب كلاعب وسط. سبق له أن لعب مع منتخب اليابان.

## وصلات خارجية
- كو أريما على موقع ناشيونال فوتبول تيمز (الإنجليزية)
- كو أريما على موقع عالم كرة القدم.نت (الإنجليزية)

- National Football Teams
- Japan National Football Team Database